# Lambari d'Oeste
Lambari d'Oeste là một đô thị thuộc bang Mato Grosso, Brasil. Đô thị này có diện tích 1337,245 km², dân số năm 2007 là 4904 người, mật độ 3,67 người/km².